# Tomosvaryella latitarsis
Tomosvaryella latitarsis är en tvåvingeart som beskrevs av Hardy 1950. Tomosvaryella latitarsis ingår i släktet Tomosvaryella och familjen ögonflugor. Inga underarter finns listade i Catalogue of Life.